# تیانگ (ساتراپ)
تیانَگ (پارسی میانه: Tiyānag) یکی از نجیب‌زادگان ساسانی در سده سوم میلادی در زمان حکومت شاپور یکم و ساتراپ همدان بود.

## زندگی

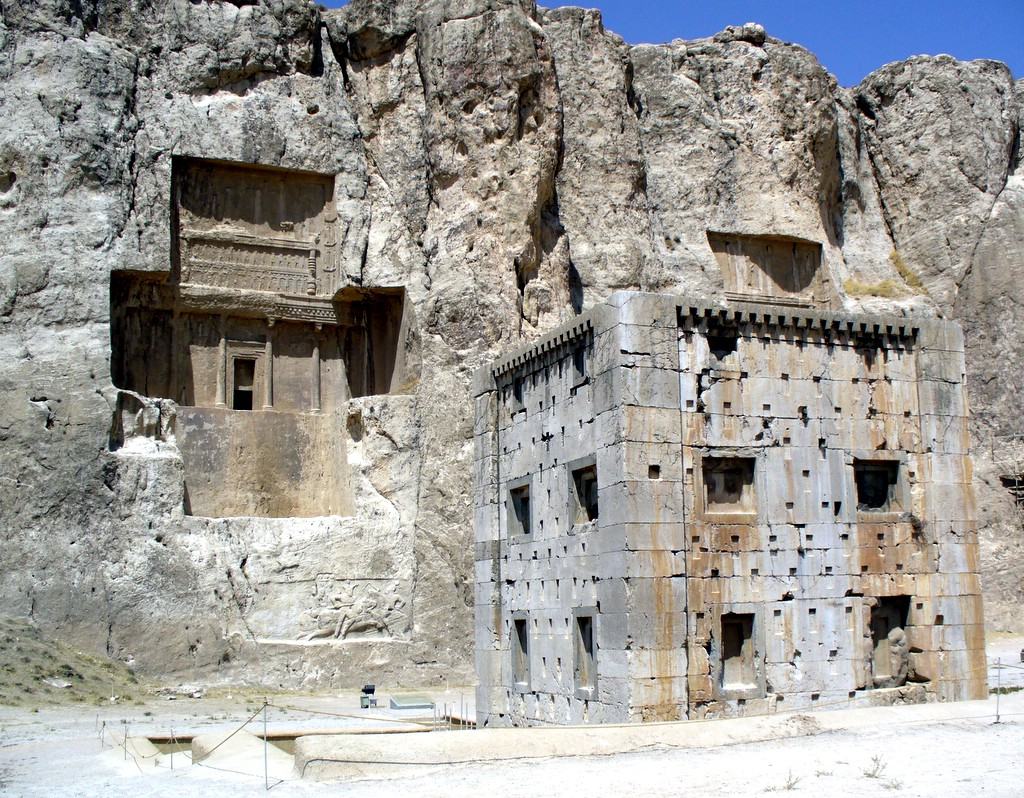
کعبه زرتشت، جایی که سنگ‌نوشته شاپور یکم حک شده‌است

از او در سنگ‌نوشته شاپور یکم بر کعبه زرتشت به عنوان ساتراپ همدان یاد شده‌است. او در این سنگ‌نوشته در میان هفت ساتراپ در رتبهٔ پنجم و در میان ۶۷ نجیب‌زاده در رتبهٔ سی‌وهشتم قرار دارد. اطلاعات دیگری از زندگی او در دست نیست.